# Acianthera erythrogramma
Acianthera erythrogramma é  uma espécie de orquídea (Orchidaceae) que existe no Equador e Peru, antigamente subordinada ao gênero Pleurothallis.

## Publicação e sinônimos
- Acianthera erythrogramma (Luer & Carnevali) Luer, Monogr. Syst. Bot. Missouri Bot. Gard. 95: 253 (2004).

Sinônimos homotípicos:
- Pleurothallis erythrogramma Luer & Carnevali, Novon 3: 160 (1993).